# Кущ Ліна Володимирівна
Лі́на Володи́мирівна Кущ (нар. 12 лютого 1967, м. Донецьк) — українська журналістка, громадський діяч.
Член Національної спілки журналістів України (з 1994 р.).

## Життєпис
Народилася в Донецьку, де тривалий час (1970—1989) на обласному радіо працював її батько Володимир Вербиченко — згодом газетяр, письменник. Закінчила факультет журналістики Київського державного університету імені Тараса Шевченка (1989).
Працювала в багатотиражній, районній газетах, відповідальним секретарем у газеті «Вечерняя Макеевка». З 1996 року — власний кореспондент газети «Голос України» в Донецькій області.
До 2014 року мешкала та працювала в Донецьку, з 2015 року — в Києві на посаді завідувача відділу кореспондентської мережі газети «Голос України».
Має досвід тривалого співробітництва з міжнародними медіа: британським агентством новин Reuters і Українською службою BBC.
Учасниця міжнародних програм обмінів, семінарів і тренінгів:
- Community Connections, 2000, USA.
- BBC Training for EuroAsia Journalists, 2003, Istanbul.
- Writing about Elections, Thomson Reuters Training, 2006, Kyiv.
- Hostile Environments and First Aid, 2014, Kyiv.
- Herbstakademie, Moldova-Institut Leipzig, 2014, Leipzig-Berlin.
- Expert Meeting, Moldova-Institut Leipzig, 2016, Chisinau-Leipzig-Berlin.

Експертка з питань висвітлення збройних конфліктів, міграції, життя деяких соціальних та етнічних груп. 
Після обрання першим секретарем НСЖУ (2017) працює в штаті творчої спілки.
Сім'я: чоловік Павло Кущ, двоє синів — Роман і Тимофій.

## Творчість
Авторка численних публікацій у пресі, редакторка книжок художньої прози.
Співукладачка збірки Journalistische Ethik und Medien im postsowjetischen Raum (Журналістська етика та діяльність ЗМІ на пострадянському просторі) Moldova-Institut Leipzig, 2017.

## Громадська діяльність
У травні 2017 року обрана секретарем НСЖУ, відповідальним за допомогу журналістам-переселенцям з Донбасу; 21 грудня 2017 року правлінням творчої спілки обрана першим секретарем НСЖУ.
Членкиня Всеукраїнської громадської організації «Комісія з журналістської етики» (з 2020).
Учасниця міжнародних конференцій з питань журналістики й інформаційної діяльності.
Член журі творчого конкурсу НСЖУ «Інформаційна передова-2022» в номінації «Журналісти-волонтери».

## Нагороди, відзнаки
- Грамота Верховної Ради України (2019)
- Нагрудний знак Командувача об'єднаних сил Збройних Сил України «За службу та звитягу» II ступеня (2021)[4]
- Почесний знак НСЖУ
- Премія «Золоте перо Донбасу»